# Corinne Dacla
Corinne Dacla (* 12. Januar 1963 in Paris) ist eine französische Schauspielerin.

## Leben
Corinne Dacla gab 1977 ihr Filmdebüt in Diane Kurys’ Die kleinen Pariserinnen. Sie hatte dem Komponisten des Films, Yves Simon, einen Brief geschrieben und dieser Brief habe ihn inspiriert. Zum Dank bekam Corinne Dacla in dem Film eine Nebenrolle als Pascale. Es folgte die Hauptrolle der Nathalie in L’école c’est finie (1979). Neben Michele Placido hatte sie 1981 die weibliche Hauptrolle im Thriller Cargo und spielte 1982 nach einer Minirolle in Enigma im Krimidrama Der große Bruder Gérard Depardieus Frau. Robert Hossein gab ihr eine kleine Rolle in seiner Die Elenden-Verfilmung Die Legion der Verdammten: als Azelma ist sie neben Éponine (Candice Patou) die zweite Tochter der Thénardiers (Jean Carmet, Françoise Seigner). 1985 folgt Gilles Béhats Rue Barbare, in dem sie neben Bernard Giraudeau und Christine Boisson als Giraudeaus Ehefrau besetzt wird. Béhat besetzt sie auch neben Jean-Claude Dauphin in Dunkle Kanäle aus der Fernsehreihe Série noire. Es folgen Etienne Périers Fernsehfilm La dérapade (1985) mit Christophe Malavoy und Olivier Assayas’ Lebenswut (1986). Dacla wird von Alexandre Arcady für Waffenbrüder besetzt, in dem sie neben Richard Berry und Richard Anconina eine Nebenrolle hat. Im Fernsehen spielt sie 1989 die Titelrolle der Maria Vandamme und 1992 die Rolle der Martina Ferrari in der sechsten Staffel von Allein gegen die Mafia. Seit den 1980er und 1990er Jahren vor allem fürs Fernsehen besetzt, hat sie 2000 eine Nebenrolle in L’envol.  2003 hat sie mit Gastrollen in den Serien Julie Lescaut und Les Cordier, juge et flic ihre vorerst letzten Filmrollen.

## Filmografie (Auswahl)
- 1977: Die kleinen Pariserinnen (Diabolo menthe)
- 1981: Cargo
- 1982: Der große Bruder (Le grand frère)
- 1982: Enigma
- 1982: Die Legion der Verdammten (Les Misérables)
- 1984: Rue Barbare (Rue barbare)
- 1986: Lebenswut (Désordre)
- 1988: Dunkle Kanäle (Le manteau de Saint Martin)
- 1989: Waffenbrüder (L'union sacrée)
- 2003: Julie Lescaut (Fernsehserie, 1 Folge)